# 310'erne
Århundreder: 3. århundrede – 4. århundrede – 5. århundrede
Årtier: 260'erne 270'erne 280'erne 290'erne 300'erne – 310'erne – 320'erne 330'erne 340'erne 350'erne 360'erne
År: 310 311 312 313 314 315 316 317 318 319